# Bệnh đậu mùa khỉ
Bệnh đậu mùa khỉ hoặc ban khỉ (tiếng Anh: mpox) là một bệnh truyền nhiễm do virus gây bệnh đậu mùa khỉ có thể xảy ra ở một số động vật bao gồm cả con người. Bất kỳ ai cũng có thể mắc bệnh, nhưng trong đợt bùng phát toàn cầu bắt đầu vào năm 2022, 90% những người mắc bệnh này ở Hoa Kỳ là người đồng tính nam hoặc song tính, và hầu hết những người mắc bệnh đều chưa được tiêm vắc-xin.
Bệnh đậu mùa khỉ có thể lây lan từ việc xử lý thịt rừng, vết cắn hoặc vết xước của động vật, chất dịch cơ thể, vật nhiễm bẩn hoặc tiếp xúc gần gũi với người bị nhiễm bệnh. Virus này được cho là thường lưu hành trong số các loài gặm nhấm ở Châu Phi. Các triệu chứng bắt đầu bằng sốt, nhức đầu, đau cơ, sưng hạch và cảm thấy mệt mỏi. Các triệu chứng theo sau là phát ban hình thành mụn nước và lớp vỏ ngoài. Thời gian từ khi tiếp xúc đến khi xuất hiện các triệu chứng là khoảng 10 ngày. Thời gian của các triệu chứng thường là 2 đến 5 tuần. Chẩn đoán có thể được xác nhận bằng cách kiểm tra vùng tổn thương để tìm kiếm DNA của virus. Bệnh có thể có triệu chứng tương tự như thủy đậu.
Vắc-xin đậu mùa được cho là giúp ngăn ngừa nhiễm trùng. Cidofovir có thể hữu ích với vai trò thuốc điều trị. Nguy cơ tử vong ở những người nhiễm bệnh lên tới 10%.
Bệnh chủ yếu xảy ra ở Trung và Tây Phi. Nó lần đầu tiên được xác định vào năm 1958 trong số những con khỉ trong phòng thí nghiệm. Những trường hợp nhiễm bệnh đầu tiên ở người được tìm thấy vào năm 1970 tại Cộng hòa Dân chủ Congo. Một ổ dịch xảy ra ở Hoa Kỳ vào năm 2003 đã có nguồn gốc từ một cửa hàng thú cưng nơi bán các loài gặm nhấm Gambia nhập khẩu.

## Dấu hiệu và triệu chứng

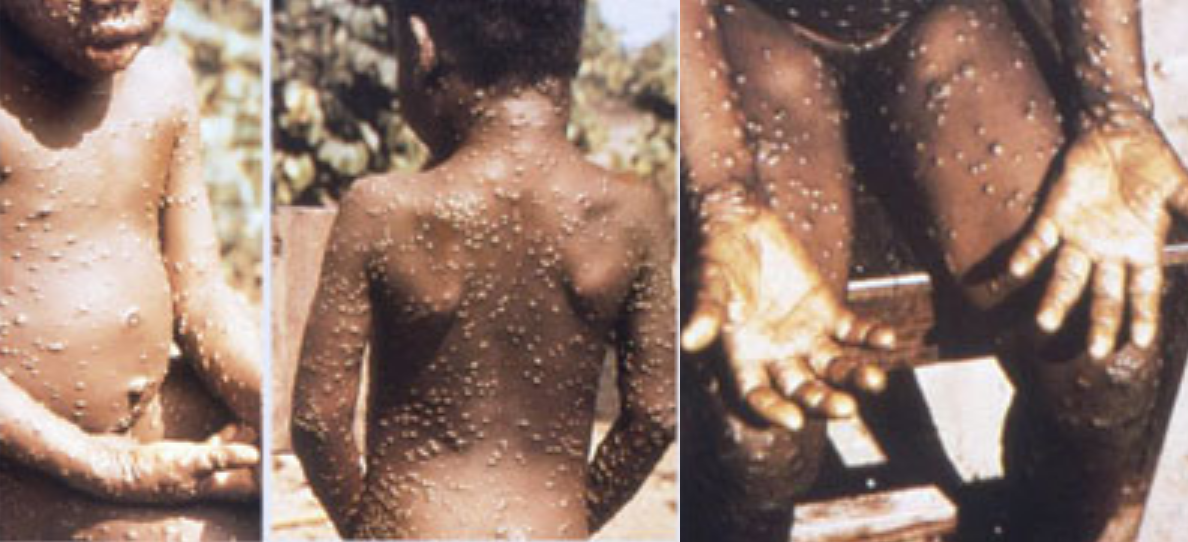
Một hình ảnh về phát ban của bệnh đậu mùa khỉ

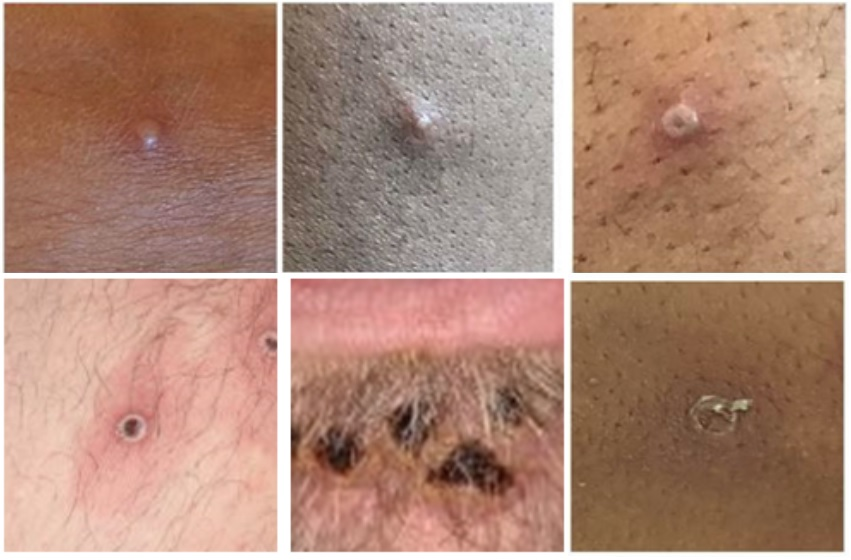
Các giai đoạn phát triển tổn thương của bệnh đậu mùa khỉ

Bệnh đậu mùa khỉ thường bắt đầu với các triệu chứng ban đầu như sốt, đau cơ, đau họng, nhức đầu, sưng hạch bạch huyết và mệt mỏi. Sau đó, người bệnh có thể bị phát ban, thường gây ngứa hoặc đau. Tuy nhiên, không phải tất cả người nhiễm bệnh đều biểu hiện đầy đủ các triệu chứng.
Thông thường, các triệu chứng xuất hiện sau khoảng một tuần kể từ khi nhiễm virus, nhưng thời gian ủ bệnh có thể dao động từ 1 ngày đến 4 tuần.
Phát ban do bệnh đậu mùa khỉ bao gồm nhiều tổn thương nhỏ, có thể xuất hiện ở lòng bàn tay, lòng bàn chân, mặt, miệng, cổ họng, bộ phận sinh dục hoặc hậu môn. Ban đầu, các tổn thương là những đốm phẳng, sau đó phát triển thành cục u nhỏ, chứa đầy dịch, rồi vỡ ra và đóng vảy trong khoảng 10 ngày. Trong một số trường hợp hiếm hoi, các tổn thương có thể hoại tử, cần cắt bỏ và mất nhiều thời gian hơn để chữa lành.
Số lượng tổn thương có thể dao động từ một vết loét đơn lẻ đến hàng trăm vết loét. Một số người có thể nhiễm virus mà không biểu hiện triệu chứng nào.
Các triệu chứng thường kéo dài từ 2 đến 4 tuần, nhưng ở những người có hệ miễn dịch suy yếu, thời gian hồi phục có thể lâu hơn.

### Biến chứng
Bệnh đậu mùa khỉ có thể gây ra nhiều biến chứng, bao gồm: Nhiễm trùng thứ phát, viêm phổi, nhiễm trùng huyết, viêm não, mất thị lực do nhiễm trùng giác mạc. Những người suy giảm miễn dịch do thuốc điều trị, các bệnh lý nền hoặc nhiễm HIV có nguy cơ cao gặp phải tình trạng bệnh nghiêm trọng hơn. Nhiễm trùng trong thời kỳ mang thai có thể dẫn đến thai chết lưu hoặc các biến chứng khác.

### Hậu quả
Trong trường hợp không có biến chứng, di chứng thường rất hiếm. Sau khi tổn thương lành, vảy có thể để lại các vết nhạt màu trước khi trở thành sẹo sẫm màu.

### Tỷ lệ tử vong
Tỷ lệ tử vong của bệnh đậu mùa khỉ trong các đợt bùng phát trước đây được ước tính từ 1% đến 10%, trong đó nhóm virus I được coi là nghiêm trọng hơn nhóm II.
Trong đợt bùng phát toàn cầu năm 2022–2023, do nhóm virus IIb gây ra, tỷ lệ tử vong rất thấp, ước tính khoảng 0,16%. Phần lớn các trường hợp tử vong xảy ra ở những người suy giảm miễn dịch. Ngược lại, tại Cộng hòa Dân chủ Congo, tính đến tháng 4 năm 2024, đợt bùng phát do nhóm virus I gây ra có tỷ lệ tử vong là 4,9%.
Sự chênh lệch này bắt nguồn từ:
1. Sự khác biệt về độc lực giữa nhóm virus I và II.
2. Việc báo cáo không đầy đủ các trường hợp nhẹ hoặc không triệu chứng tại các khu vực lưu hành bệnh ở châu Phi, nơi cơ sở hạ tầng y tế còn hạn chế.
3. Sự tiến hóa của virus gây bệnh nhẹ hơn ở người.
4. Sức khỏe tổng thể tốt hơn và hệ thống chăm sóc y tế được cải thiện tại các khu vực chịu ảnh hưởng chính trong đợt bùng phát toàn cầu năm 2022–2023.

## Nguyên nhân

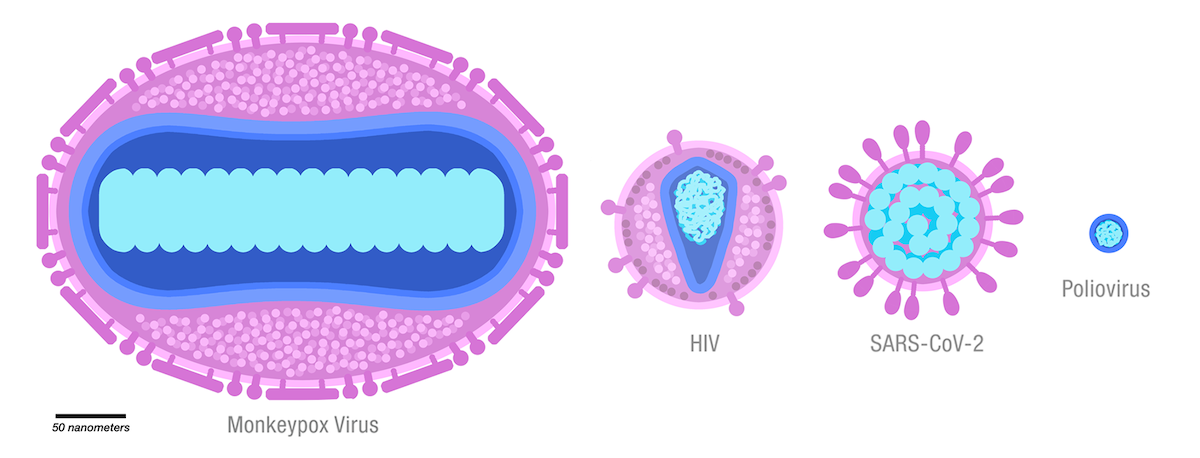
Cấu trúc và kích thước của virus đậu mùa khỉ so với một số virus khác

Bệnh đậu mùa khỉ ở cả người và động vật được gây ra bởi virus đậu mùa khỉ (Orthopoxvirus), một loại virus DNA sợi đôi thuộc chi Orthopoxvirus, họ Poxviridae. Virus này có quan hệ gần với các virus gây bệnh đậu mùa, đậu bò và đậu mùa vaccinia.
Virus đậu mùa khỉ được chia thành hai phân nhóm chính là nhánh I và nhánh II. Vào tháng 4 năm 2024, sau khi phát hiện một biến thể mới, nhánh I được chia nhỏ thành hai nhánh con Ia và Ib. Tương tự, nhánh II cũng được phân thành nhánh IIa và nhánh IIb. Nhánh I được cho là gây ra bệnh nặng hơn và có tỷ lệ tử vong cao hơn so với nhánh II.
Virus đậu mùa khỉ được coi là đặc hữu ở các khu vực rừng mưa nhiệt đới thuộc Trung và Tây Phi. Ngoài khỉ, virus này còn được phát hiện ở các loài động vật như chuột túi Gambia (Cricetomys gambianus), chuột sóc (Graphiurus spp.), và các loài sóc châu Phi (Heliosciurus và Funisciurus). Việc sử dụng những loài động vật này làm nguồn thực phẩm được coi là một trong những nguồn lây truyền sang con người.

## Triệu chứng thường gặp
- Đau đầu
- Sốt > 38,5°C
- Nổi hạch
- Đau cơ, đau lưng
- Suy nhược cơ thể

## Đợt bùng phát dịch bệnh đậu mùa khỉ năm2022
Kể từ đầu tháng 5 năm 2022, các trường hợp mắc bệnh đậu mùa khỉ đã được báo cáo từ các quốc gia không lưu hành bệnh, và tiếp tục được báo cáo ở một số quốc gia lưu hành bệnh. Hầu hết các trường hợp được xác nhận có tiền sử du lịch đều báo cáo đã đi du lịch đến các quốc gia ở Châu Âu và Bắc Mỹ, thay vì Tây Phi hoặc Trung Phi nơi lưu hành virus đậu mùa khỉ. Đây là lần đầu tiên nhiều trường hợp và cụm bệnh đậu khỉ được báo cáo đồng thời ở các quốc gia không có bệnh dịch và các quốc gia có bệnh dịch ở các khu vực địa lý khác nhau rộng rãi.
Hầu hết các trường hợp được báo cáo cho đến nay được xác định thông qua sức khỏe tình dục hoặc các dịch vụ y tế khác tại các cơ sở chăm sóc sức khỏe ban đầu hoặc trung học và chủ yếu liên quan đến nam giới quan hệ tình dục đồng giới.
Tổ chức Y tế Thế giới đang phối hợp với các cơ quan y tế để ngăn chặn dịch bệnh lây lan thêm. WHO đã ban hành hướng dẫn để giúp các quốc gia về giám sát, làm việc trong phòng thí nghiệm, chăm sóc lâm sàng, phòng ngừa và kiểm soát nhiễm trùng, cũng như truyền thông rủi ro và sự tham gia của cộng đồng để thông báo cho các cộng đồng có nguy cơ và rộng rãi hơn công chúng về bệnh đậu mùa khỉ và cách giữ an toàn; đồng thời hợp tác chặt chẽ với các quốc gia ở Châu Phi, các tổ chức trong khu vực và các đối tác kỹ thuật và tài chính, để hỗ trợ các nỗ lực tăng cường chẩn đoán trong phòng thí nghiệm, giám sát dịch bệnh, sẵn sàng và các hành động ứng phó để ngăn ngừa nhiễm trùng thêm.
Tại Thái Lan, ngày 21/7/2022, cơ quan y tế phát hiện ca mắc đậu mùa khỉ đầu tiên là một nam thanh niên 27 tuổi người Nigeria nhập cảnh từ tháng 10/2021. Sau khi có kết quả xét nghiệm dương tính bệnh đậu mùa khỉ tại một bệnh viện ở khu nghỉ dưỡng Phuket, người này đã bỏ trốn sang Campuchia. Sau đó, anh ta bị bắt giữ tại Phnom Penh (Campuchia) vào đêm 23/7.
Cơ quan y tế Thái Lan đã tìm được 27 người tiếp xúc gần với bệnh nhân người Nigeria nói trên và kết quả xét nghiệm của 27 người là âm tính. Trước diễn biến này, Thủ tướng Thái Lan yêu cầu Bộ Y tế và các cơ quan liên quan phải cảnh giác cao độ. Khi đó, Bộ Y tế Thái Lan cho rằng chưa cần nâng cấp bệnh đậu mùa khỉ từ "bệnh truyền nhiễm đang được giám sát" lên thành "bệnh truyền nhiễm nguy hiểm".
Ngày 27/7, Tổ chức Y tế Thế giới (WHO) thông báo đã ghi nhận hơn 18.000 ca mắc bệnh đậu mùa khỉ trên toàn thế giới tại 78 nước, trong đó số người mắc phần lớn là ở châu Âu.
WHO khuyến nghị tiêm phòng vắc-xin cho các nhóm có nguy cơ cao: Nhân viên y tế, nam giới có quan hệ đồng tính với nhiều bạn tình.
Ủy ban châu Âu (EC) đề nghị các nước thành viên EU tăng cường các biện pháp và phối hợp hành động để ngăn chặn đợt bùng phát bệnh đậu mùa khỉ. Theo đó, cơ quan y tế tăng cường giám sát và phát hiện sớm các ca bệnh, những người có tiếp xúc gần và yêu cầu cách ly, tiêm phòng để sớm dập tắt nguy cơ trong cộng đồng. Các nước thành viên EU được EC khuyến nghị cung cấp dữ liệu về số ca mắc lên Hệ thống giám sát châu Âu, cập nhận thông tin ngay khi có dữ liệu hoàn thiện, xây dựng các hướng dẫn rõ ràng về truy vết tiếp xúc và cách ly phù hợp. EU đã mua khoảng 160.000 liều vaccine phòng bệnh đậu mùa khỉ từ Công ty công nghệ sinh học Bavarian Nordic của Đan Mạch và kêu gọi các nước thành viên sớm đặt mua để đảm bảo nhận được vaccine.
Tại Canada, ngày 27/7, Cơ quan Y tế công cộng Canada ra khuyến nghị những người đồng tính nam và song tính thực hành tình dục an toàn, hạn chế số lượng bạn tình. Lãnh đạo cơ quan y tế nước này cho rằng đợt dịch mà Canada đang trải qua có thể được ngăn chặn bằng cách áp dụng các chiến lược nhắm vào đúng đối tượng mục tiêu. Trong đó, tiến hành một chiến dịch nâng cao nhận thức cộng đồng tập trung vào nam giới đồng tính và song tính, thông qua các tổ chức cộng đồng, cơ sở giáo dục và các ứng dụng hẹn hò... .Canada hiện ghi nhận 745 trường hợp mắc bệnh, tập trung chủ yếu ở tỉnh Quebec và Ontario. Số ca mắc là nam giới chiếm tới 99%, thường từ độ tuổi hơn 36 trở lên và hầu hết có quan hệ tình dục đồng giới. Canada hiện đã có 70.000 liều vaccine Imvamune phòng bệnh mua của hãng dược Bavarian Nordic (Đan Mạch). Số liều vaccine đã được tiêm là 27.000.
Tại Đông Nam Á, hiện nhiều nước đã nâng cao cảnh giác với bệnh đậu mùa khỉ sau tuyên bố của WHO. Ngày 27/7, Bộ Y tế Lào cho biết mặc dù đến thời điểm đó, Lào chưa ghi nhận trường hợp nào mắc bệnh đậu mùa khỉ nhưng các bệnh viện ở thủ đô Viêng Chăn đã được đặt trong trạng thái cảnh báo cao về nguy cơ bùng phát dịch bệnh cùng với yêu cầu chuẩn bị nhân sự và trang thiết bị đối phó.
Tại Malaysia, Bộ Y tế thông báo du khách không phải công dân đến từ các nước bị ảnh hưởng bệnh đậu mùa khỉ sẽ nhận được thông báo hằng ngày về việc theo dõi các biểu hiện của bệnh. Công dân Malaysia trở về từ các quốc gia có các ca nhiễm bệnh được khuyến cáo theo dõi sức khỏe trong vòng 21 ngày. Hiện tại, Chính phủ Malaysia không áp dụng lệnh kiểm soát đi lại hoặc đóng cửa biên giới liên quan đến bệnh đậu mùa khỉ.
Tại Australia, ngày 28/7, Giám đốc Y tế Australia Paul Kelly tuyên bố bệnh đậu mùa khỉ là "bệnh truyền nhiễm nguy hiểm cấp quốc gia". Như vậy, Australia là nước đầu tiên trên thế giới coi đậu mùa khỉ là "bệnh truyền nhiễm nguy hiểm cấp quốc gia".Tuyên bố này đồng nghĩa với việc ứng phó với bệnh đậu mùa khỉ tại Australia có sự phối hợp ở quy mô liên bang cùng với chính quyền và giới chức y tế các bang. Theo đó, chính quyền liên bang sẽ có chính sách y tế đồng bộ, các biện pháp can thiệp và thông điệp cộng đồng chung đối với căn bệnh này, đồng thời các nguồn lực quốc gia cũng sẽ được huy động để hỗ trợ những khu vực bị ảnh hưởng. Hiện Australia đang triển khai công tác đối phó để đảm bảo giới y tế toàn quốc có các phản ứng nhanh nhất đối với căn bệnh này. Trung tâm sự cố quốc gia của Australia cũng đã được kích hoạt, giúp phối hợp đối phó với bệnh đậu mùa khỉ.
Ngày 29 tháng 7 năm 2022, Bộ Y tế ban hành Quyết định 2099/QĐ-BYT về việc ban hành Hướng dẫn chẩn đoán, điều trị và phòng bệnh đậu mùa khỉ ở người.
Tính tới tháng 1 cho tới tháng 7 năm 2022 là đã ghi nhận được 12 trường hợp tử vong được thông báo tại 7 quốc gia là: Cộng hòa Trung Phi, Ghana, Nigeria, Ấn Độ, Tây Ban Nha, Brazil và Ecuador.
Tính tới ngày 23 tháng 8 năm 2022, tổng số ca bệnh đậu mùa khỉ được công bố tại 96 quốc gia và vùng lãnh thổ trên toàn thế giới là trên 44.503 ca.

### Tại Việt Nam
Ngày 03 tháng 10 năm 2022, Bộ Y tế nhận được báo cáo của Sở Y tế TP. Hồ Chí Minh về kết quả xét nghiệm giải trình tự gen khẳng định một bệnh nhân đã mắc bệnh đậu mùa khỉ và đây là bệnh nhân mắc bệnh đậu mùa khỉ đầu tiên được ghi nhận tại Việt Nam. Ngày 09 tháng 11 năm 2022, Bộ Y tế ban hành Quyết định 3044/QĐ-BYT về việc bổ sung bệnh Đậu mùa khỉ vào danh mục các bệnh truyền nhiễm thuộc nhóm B của Luật Phòng, chống bệnh truyền nhiễm.
Tính đến ngày 22 tháng 8 năm 2024, TP HCM là nơi ghi nhận số ca mắc bệnh đậu mùa khỉ cao nhất khu vực phía Nam với 156 ca mắc và 6 ca tử vong. Về đặc điểm, 100% ca nhiễm là nam giới, 55% là người sống chung với HIV và 7% đang điều trị dự phòng trước phơi nhiễm HIV. Trong số các ca nhiễm, 84% thuộc về nhóm nam có quan hệ tình dục đồng tính.